# Saint-Sulpice-les-Champs
Saint-Sulpice-les-Champs – miejscowość i gmina we Francji, w regionie Nowa Akwitania, w departamencie Creuse. Nazwa miejscowości pochodzi od imienia św. Sulpicjusza.
Według danych na rok 1990 gminę zamieszkiwało 395 osób, a gęstość zaludnienia wynosiła 18 osób/km² (wśród 747 gmin Limousin Saint-Sulpice-les-Champs plasuje się na 300. miejscu pod względem liczby ludności, natomiast pod względem powierzchni na miejscu 300.).